# Asłanbi Achochow
Asłabni Nachowicz Achochow (ros. Асланби Нахович Ахохов, ur. 2 stycznia?/15 stycznia 1912 we wsi Czegiem-2 w obwodzie terskim, zm. 5 marca 1980 w Nalczyku) – radziecki polityk.

## Życiorys
W 1931 ukończył technikum pedagogiczne w Nalczyku i został przewodniczącym komitetu fabrycznego w Argudanie w Kabardo-Bałkarskim Obwodzie Autonomicznym, od października 1931 do listopada 1932 był przewodniczącym Kabardo-Bałkarskiego Obwodowego Komitetu Związku Pracowników Finansowo-Bankowych, a od listopada 1932 do października 1933 instruktorem odpowiedzialnym Komitetu Wykonawczego Rady Obwodowej Kabardo-Bałkarskiego Obwodu Autonomicznego. Później był etatowym funkcjonariuszem Komsomołu, m.in. sekretarzem rejonowego komitetu i instruktorem odpowiedzialnym Kabardo-Bałkarskiego Komitetu Obwodowego Komsomołu, od sierpnia 1937 do lutego 1940 był przewodniczącym międzyrejonowego związku spółdzielni spożywców. W 1941 przyjęto go do WKP(b), od lutego 1940 do maja 1941 był przewodniczącym rejonowej komisji planowania w Kabardo-Bałkarskiej ASRR, od maja do lipca 1941 uczył się na obwodowych kursach partyjnych, od lipca do grudnia 1941 kierował Wydziałem Propagandy i Agitacji Primaklinskiego Rejonowego Komitetu WKP(b). Od grudnia 1941 do sierpnia 1946 służył w Armii Czerwonej/Armii Radzieckiej, od września 1946 do sierpnia 1948 był przewodniczącym komitetu wykonawczego sowieckiej rady rejonowej w Kabardyjskiej ASRR, a od sierpnia 1948 do września 1949 I sekretarzem elbruskiego rejonowego komitetu WKP(b). Od września 1949 do kwietnia 1952 był słuchaczem Wyższej Szkoły Partyjnej przy KC WKP(b), od kwietnia 1952 do stycznia 1957 II sekretarzem Kabardyjskiego Komitetu Obwodowego WKP(b)/KPZR, a od stycznia 1957 do lipca 1969 przewodniczącym Rady Ministrów Kabardo-Bałkarskiej ASRR, następnie przeszedł na emeryturę.

## Odznaczenia
- Order Lenina (1957)
- Order Wojny Ojczyźnianej I klasy (1945)
- Order Wojny Ojczyźnianej II klasy (1945)
- Order Czerwonego Sztandaru Pracy (dwukrotnie, 1962 i 1966)
- Order Czerwonej Gwiazdy (1943)